# Mad Gustaf Band
Mad Gustaf Band (ca. 1979-81) var et dansk band på den tidlige danske punkscene.
Mad Gustaf Band spillede bl.a. til de stort anlagte punkfestivaler Concert Of The Moment i 1979 og Concerto de Nobrainos insanos i 1980 – begge afholdt i Saltlageret. Herudover spillede bandet bl.a. til arrangementerne “Venter på 1984” den 29. december 1979 i Rockmaskinen og "Rock mod Systemet" den 23. januar 1981 i Rockmaskinen (arrangement afholdt af undergrundsavisen "Rotten"). Bandet spillede i deres levetid bl.a. enkeltkoncerter sammen med centrale danske punkbands som Brats, Gate Crashers, Bollocks, Art in Disorder, City-X m.fl.
Bandet medvirker på "Concert Of The Moment" LP'en med nummeret "Out Of Space Music".
Bandmedlemmerne var Gustav (vokal), Palle (guitar), Ole Dreyer (bas til ultimo '79, også i Gate Crashers), Arex (Anders Rex, bas og guitar fra ultimo '79 til '81) og Sami Badawi (trommer).

## Diskografi
- Concert of the Moment – compilation, 3LP (Irmgardz – Irmg 002) 1980
- Concert of the Moment – MC x 2 (Irmgardz – IRMG K502) 1980